# فيليت

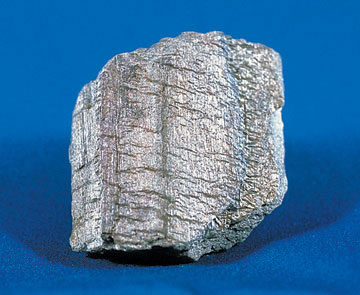
فيليت

الفيليت هو نوع من أنواع الصخور المتحولة. تتكون  من الكوارتز والميكا سريسيت والكلوريت.
الفيليت يميل إلى شكل الورقة. وعادة ما تكون سوداء إلى رمادي أو رمادي مخضر فاتح اللون. ومجعد المظهر.